# Шёберг, Филип
Карл Филип Шёберг (швед. Carl Filip Sjöberg; род. 12 апреля 2000) — шведский футболист, полузащитник клуба «Браге».

## Клубная карьера
Начинал заниматься футболом в «Эскильсмине». В 13 лет перешёл в главный клуб родного города — «Хельсингборг». В его составе выступал за различные юношеские команды. В 2018 году стал привлекаться к тренировкам с основной командой. 10 июня 2018 года провёл первую игру за основной состав в матче очередного тура Суперэттана с «Дегерфорсом». По итогам сезона вместе с командой занял первое место в турнирной таблице и вышел в Алльсвенскан. 15 июля 2019 года в матче с «Сириусом» дебютировал в чемпионате Швеции, заменив на 69-й минуте Мамудо Моро.
31 июля 2020 года «Хельсингборг» и «Далькурд» договорились о переходе полузащитника с возможностью обратного выкупа. Провёл за главную команду нового клуба 20 игр и забил два мяча. По итогам сезона «Далькурд» уступил в стыковых матчах «Ландскруне» и вылетел из Суперэттана. В январе 2021 года перешёл в «Энгельхольм», выступающий во втором дивизионе.
В августе 2021 года пополнил ряды «Браге», куда несколькими днями ранее на правах аренды перешёл его брат-близнец Аксель. Филип подписал с клубом контракт, рассчитанный на два с половиной года. 14 августа провёл первую игру за клуб в Суперэттане, появившись на поле на 71-й минуте матча с «Эргрюте» вместо Юакима Перссона. Через три минуты после выхода забил гол и принёс тем самым своей команде ничью в матче.

## Личная жизнь
Его брат-близнец Аксель Шёберг также профессиональный футболист.

## Клубная статистика
| Выступление      | Выступление      | Выступление      | Лига | Лига | Кубки | Кубки | Конт. кубки | Конт. кубки | Разное | Разное | Итого | Итого |
| Клуб             | Лига             | Сезон            | Игры | Голы | Игры  | Голы  | Игры        | Голы        | Игры   | Голы   | Игры  | Голы  |
| ---------------- | ---------------- | ---------------- | ---- | ---- | ----- | ----- | ----------- | ----------- | ------ | ------ | ----- | ----- |
| Хельсингборг     | Суперэттан       | 2018             | 2    | 0    | 0     | 0     | 0           | 0           | 0      | 0      | 2     | 0     |
| Хельсингборг     | Алльсвенскан     | 2019             | 10   | 0    | 1     | 0     | 0           | 0           | 0      | 0      | 11    | 0     |
| Хельсингборг     | Алльсвенскан     | 2020             | 6    | 0    | 0     | 0     | 0           | 0           | 0      | 0      | 6     | 0     |
| Хельсингборг     | Итого            | Итого            | 18   | 0    | 1     | 0     | 0           | 0           | 0      | 0      | 19    | 0     |
| Далькурд         | Суперэттан       | 2020             | 17   | 2    | 1     | 0     | 0           | 0           | 2      | 0      | 20    | 2     |
| Далькурд         | Итого            | Итого            | 17   | 2    | 1     | 0     | 0           | 0           | 2      | 0      | 20    | 2     |
| Энгельхольм      | Дивизион 2       | 2021             | 9    | 2    | 1     | 0     | 0           | 0           | 0      | 0      | 10    | 2     |
| Энгельхольм      | Итого            | Итого            | 9    | 2    | 1     | 0     | 0           | 0           | 0      | 0      | 10    | 2     |
| Браге            | Суперэттан       | 2021             | 11   | 1    | 1     | 0     | 0           | 0           | 0      | 0      | 12    | 1     |
| Браге            | Суперэттан       | 2022             | 22   | 0    | 4     | 1     | 0           | 0           | 0      | 0      | 26    | 1     |
| Браге            | Итого            | Итого            | 33   | 1    | 5     | 1     | 0           | 0           | 0      | 0      | 38    | 2     |
| Всего за карьеру | Всего за карьеру | Всего за карьеру | 77   | 5    | 8     | 1     | 0           | 0           | 2      | 0      | 87    | 6     |